# اچ‌نوام‌اس نورگ
اچ‌نوام‌اس نورگ (به انگلیسی: HNoMS Norge) یک کشتی دفاع ساحلی بود که طول آن ۹۴٫۶۰ متر (۳۱۰٫۳۷ فوت) بود. این کشتی در سال ۱۸۹۹ ساخته شد.